# Boyito Mulder

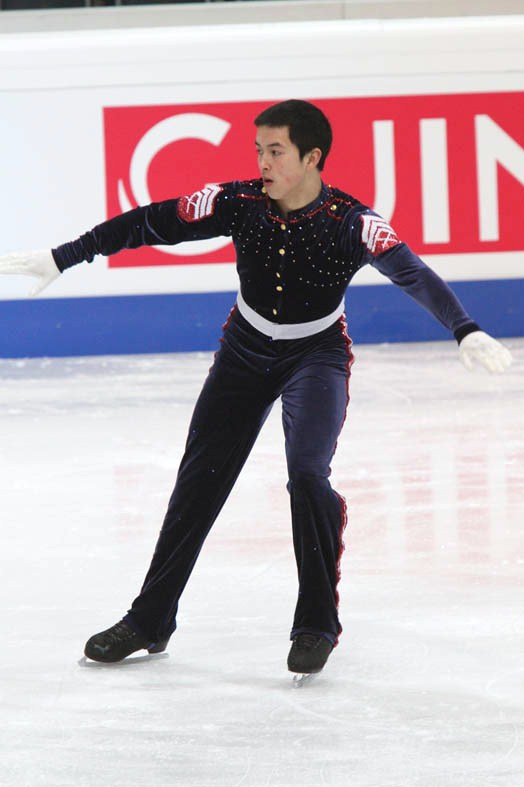
Boyito Mulder op het EK 2011

Boyito Mulder (Groningen, 23 augustus 1991) is een Nederlandse kunstschaatser.

## Biografie
Bij de NK Kunstschaatsen van 2004 werd hij nationaal kampioen bij de DEBS, de titel die hij op het NK van 2005 prolongeerde. Beide kampioenschappen was Maarten Mulder zijn enige tegenstander. Bij de NK van 2006 en 2007 werd hij nationaal kampioen bij de novicen. Op het NK van 2008 werd hij, als enige deelnemer, nationaal kampioen bij de junioren. Hierdoor mocht hij deelnemen aan de WK voor junioren waar hij op de 45e plaats eindigde. Op de NK van 2009 werd hij, als enige overgebleven deelnemer na het terugtrekken van Christian Gijtenbeek, nationaal kampioen bij de senioren, wat hem een startbewijs voor de EK van 2009 bezorgde. Het NK van 2010 schreef hij, als enige deelnemer bij de mannen senioren, ook op zijn naam. Op het EK van 2010 eindigde hij als op de 32e plaats. In het seizoen 2010/11 werd hij voor de derde keer nationaal kampioen met Gijtenbeek als enige tegenstander. Op de twee internationale ISU kampioenschappen, het WK voor junioren en het EK kwam hij beide toernooien niet verder dan de kwalificatie. In het seizoen 2011/12 werd hij voor de vierde keer Nationaalkampioen, ditmaal met Florian Gostelie (2e) en Christian Gijtenbeek (3e) als tegenstanders.
Hij is lid van KC Groningen. In het zomerseizoen traint hij afwisselend in Auxerre (Frankrijk), Oberstdorf (Duitsland) en Zoetermeer. In het winterseizoen in Den Haag en Zoetermeer. Zijn huidige trainers zijn Susan Kraan-Akkerman en Corinne Broweleit. Zijn choreografie wordt verzorgd door Susan Akkerman.
In september 2015 is Boyito vanwege aanhoudend blessureleed gestopt met zijn carrière als topsporter.
Van begin 2016 tot zomer 2019 was hij verbonden als coach aan Kunstrijclub Groningen.

## Persoonlijke records
Bij ISU kampioenschappen
| score         | punten | datum      | toernooi    |
| ------------- | ------ | ---------- | ----------- |
| Totaal        | 105.78 | 06-09-2008 | JGP Merano  |
| Originele kür | 039.39 | 21-01.2009 | EK          |
| Vrije kür     | 080.43 | 28-02-2011 | WK junioren |

## Belangrijke resultaten
| Kampioenschap          | 03/04 | 04/05 | 05/06 | 06/07 | 07/08 | 08/09 | 09/10 | 10/11     | 11/12 |
| ---------------------- | ----- | ----- | ----- | ----- | ----- | ----- | ----- | --------- | ----- |
| Europees kampioenschap |       |       |       |       |       | 36e   | 32e   | kw. (19e) |       |
| NK Senioren            |       |       |       |       |       | Goud  | Goud  | Goud      | Goud  |
| WK Junioren            |       |       |       |       | 45e   | 39e   | 45e   | kw. (15e) |       |
| NK Junioren            | D     | D     | N     | N     | Goud  |       |       |           |       |

D bij de DEBS, N bij de Novice